# Grand Prix Evropy 2009
Grand Prix Evropy 2009 (LIII Telefónica Grand Prix of Europe), 11. závod 60. ročníku mistrovství světa jezdců Formule 1 a 51. ročníku poháru konstruktérů, historicky již 814. Grand Prix, se podruhé v historii odehrála na okruhu ve Valencii.

## Výsledky

### Závod
- 23. srpen 2009
- Okruh Valencia Street Circuit
- 57 kol × 5,419 km – 308,883 km
- 814. Grand Prix
- 10. vítězství « Rubense Barrichella
- 7. vítězství pro  « Brawn GP
- 100. vítězství pro  « Brazílii
- 3. vítězství pro vůz se startovním číslem « 22
- 104. vítězství ze  « 3. místa na startu

| Legenda k tabulce | Legenda k tabulce                                                                       |
| Barva             | Výsledek                                                                                |
| ----------------- | --------------------------------------------------------------------------------------- |
| Zlatá             | Vítěz                                                                                   |
| Stříbrná          | 2. místo                                                                                |
| Bronzová          | 3. místo                                                                                |
| Zelená            | Bodované umístění                                                                       |
| Modrá             | Nebodované umístění                                                                     |
| Modrá             | Dokončil neklasifikován (NC)                                                            |
| Fialová           | Odstoupil (Ret)                                                                         |
| Červená           | Nekvalifikoval se (DNQ)                                                                 |
| Červená           | Nepředkvalifikoval se (DNPQ)                                                            |
| Černá             | Diskvalifikován (DSQ)                                                                   |
| Bílá              | Nestartoval (DNS)                                                                       |
| Bílá              | Závod zrušen (C)                                                                        |
| Světle modrá      | Pouze trénoval (PO)                                                                     |
| Světle modrá      | Páteční testovací jezdec (TD)                                                           |
| Bez barvy         | Netrénoval (DNP)                                                                        |
| Bez barvy         | Vyřazen (EX)                                                                            |
| Bez barvy         | Nepřijel (DNA)                                                                          |
| Bez barvy         | Odvolal účast (WD)                                                                      |
| Bez barvy         | Nezúčastnil se (prázdné)                                                                |
| Označení          | Význam                                                                                  |
| Tučnost           | Pole position                                                                           |
| Kurzíva           | Nejrychlejší kolo                                                                       |
| †                 | Jezdec nedojel do cíle, ale byl klasifikován, protože odjel více než 90 % délky závodu. |
| ‡                 | Byl udělován poloviční počet bodů, protože bylo odjeto méně než 75 % délky závodu.      |
| Horní index       | Umístění bodujících jezdců ve sprintu                                                   |

| Pozice | č. | Jezdec               | Vůz               | Kolo | Čas         | +/- | Pole | Body | Nej. kolo      | Váha/kg | 1. Pitstop   | 2. Pitstop   | 3. Pitstop   |
| ------ | -- | -------------------- | ----------------- | ---- | ----------- | --- | ---- | ---- | -------------- | ------- | ------------ | ------------ | ------------ |
| 1      | 23 | Rubens Barrichello   | Brawn BGP 001     | 57   | 1:35:51.289 | 2   | 3    | 10   | 1:38,990       | 662,5   | 20. / 20.972 | 40. / 19.021 |              |
| 2      | 1  | Lewis Hamilton       | McLaren MP4-24    | 57   | á 0:02.358  | 1   | 1    | 8    | 1:39,056 (4.)  | 653     | 16. / 22.218 | 37. / 25.599 |              |
| 3      | 4  | Kimi Räikkönen       | Ferrari F60B      | 57   | á 0:15.994  | 3   | 6    | 6    | 1:39,207 (5.)  | 661,5   | 19. / 20.989 | 40. / 19.718 |              |
| 4      | 2  | Heikki Kovalainen    | McLaren MP4-24    | 57   | á 0:20.032  | 2   | 2    | 5    | 1:39,341 (7.)  | 655     | 17. / 21.054 | 38. / 20.407 |              |
| 5      | 16 | Nico Rosberg         | Williams FW31     | 57   | á 0:20.870  | 2   | 7    | 4    | 1:39,3298 (6.) | 665     | 20. / 21.578 | 43. / 19.311 |              |
| 6      | 7  | Fernando Alonso      | Renault R29       | 57   | á 0:27.744  | 2   | 8    | 3    | 1:39,494 (10.) | 656,5   | 17. / 21.648 | 42. / 18.638 |              |
| 7      | 22 | Jenson Button        | Brawn BGP 001     | 57   | á 0:34.913  | 2   | 5    | 2    | 1:38.874       | 661,5   | 19. / 20.558 | 42. / 17.838 |              |
| 8      | 5  | Robert Kubica        | BMW Sauber F1.09  | 57   | á 0:36.667  | 2   | 10   | 1    | 1:39,374 (8.)  | 657,5   | 16. / 21.571 | 40. / 19.981 |              |
| 9      | 14 | Mark Webber          | Red Bull RB5      | 57   | á 0:44.910  | 0   | 9    | x    | 1:39,528 (11.) | 664,5   | 20. / 22.132 | 43. / 20.321 |              |
| 10     | 20 | Adrian Sutil         | Force India VJM02 | 57   | á 0:47.935  | 2   | 12   | x    | 1:39,622 (12.) | 672,59  | 22. / 18.664 | 38. / 21.605 |              |
| 11     | 6  | Nick Heidfeld        | BMW Sauber F1.09  | 57   | á 0:48.822  | 0   | 11   | x    | 1:39,704 (13.) | 677     | 22. / 20.749 | 43. / 18.505 |              |
| 12     | 21 | Giancarlo Fisichella | Force India VJM02 | 57   | á 1:03.614  | 4   | 16   | x    | 1:40,111 (17.) | 692,5   | 31. / 22.022 |              |              |
| 13     | 9  | Jarno Trulli         | Toyota TF109      | 57   | á 1:04.527  | 5   | 18   | x    | 1:39,941 (15.) | 707,3   | 34. / 21.019 |              |              |
| 14     | 10 | Timo Glock           | Toyota TF109      | 57   | á 1:26.519  | 1   | 13   | x    | 1:38,683       | 694,7   | 1. / 24.016  | 32. / 19.278 | 49. / 16.941 |
| 15     | 8  | Romain Grosjean      | Renault R29       | 57   | á 1:31.774  | 1   | 14   | x    | 1:39,428 (9.)  | 677,7   | 1. / 25.808  | 28. / 18.913 | 42. / 19.679 |
| 16     | 11 | Jaime Alguersuari    | Toro Rosso STR4   | 56   | á 1 kolo    | 3   | 19   | x    | 1:40,935 (19.) | 678,5   | 22. / 20.949 | 33. / 19.480 |              |
| 17     | 3  | Luca Badoer          | Ferrari F60B      | 69   | á 1 kolo    | 3   | 20   | x    | 1:40,590 (18.) | 690,5   | 28. / 19.445 | 32. / 8.757  | 43. / 19.507 |
| 18     | 17 | Kazuki Nakadžima     | Williams FW31     | 54   | á 3 kola    | 1   | 17   | x    | 1:39,747 (14.) | 702     | 30. / 21.925 | 39. / 22.245 |              |
| Pozice | č. | Odstoupili           | Vůz               | Kolo | Důvod       | +/- | Pole | Body | Nej. kolo      | Váha/kg | 1. Pitstop   | 2. Pitstop   | 3. Pitstop   |
| Ret    | 12 | Sébastien Buemi      | Toro Rosso STR4   | 41   | Brzdy       | 18  | 15   | x    | 1:41,042 (20.) | 688,5   | 1. / 25.134  | 23. / 20.964 |              |
| Ret    | 15 | Sebastian Vettel     | Red Bull RB5      | 23   | Motor       | 15  | 4    | x    | 1:39,992 (16.) | 654     | 16. / 21.534 | 17. / 23.185 |              |

### Stupně vítězů
| Jezdci (rekord Michael Schumacher 154) - 67. podium pro « Rubense Barrichella - 60. podium pro « Kimiho Räikkönena - 24. podium pro « Lewise Hamiltona | Vozy - 626. podium pro « Ferrari (nový rekord) - 433. podium pro « McLaren - 12. podium pro « Brawn GP | Státy - 527. podium pro « Velkou Británii (nový rekord) - 279. podium pro « Brazílii - 135. podium pro « Finsko |

### Bodové umístění
V závorce body získane v této GP:
| Jezdci (rekord Michael Schumacher 1369 bodů) - 584 (10) bodů pro « Rubense Barrichella - 567 (3) bodů pro « Fernanda Alonsa - 555 (6) bodů pro « Kimi Räikkönena - 304 (2) bodů pro « Jensona Buttona - 234 (8) bodů pro « Lewise Hamiltona - 123 (1) bodů pro « Roberta Kubicu - 97 (5) bodů pro « Heikki Kovalainen - 70,5 (4) bodů pro « Nico Rosberga | Vozy - 4069,5 (6) bodů pro « Ferrari (nový rekord) - 3351,5 (13) bodů pro « McLaren - 2595 (4) bodů pro « Williams - 1072 (3) bodů pro « Renault - 281 (1) bodů pro « BMW Sauber - 126 (12) bodů pro « Brawn GP | Státy - 4641,28 (10) bodů pro « Velkou Británii (nový rekord) - 2492,5 (4) bodů pro « Německo - 2438 (10) bodů pro « Brazílii - 1274,5 (11) bodů pro « Finsko - 612 (3) bodů pro « Španělsko - 123 (1) bodů pro « Polsko |

### Nejrychlejší kolo
- Timo Glock 1:38,683 Toyota
- 1. nejrychlejší kolo pro  Timo Glocka
- 3. nejrychlejší kolo pro  « Toyotu
- 100. nejrychlejší kolo pro « Německo
- 14. nejrychlejší kolo pro vůz se startovním číslem « 10

### Vedení v závodě
- « Rubens Barrichello  byl ve vedeni 808 kol
- « Lewis Hamilton  byl ve vedeni 705 kol
- « Heikki Kovalainen byl ve vedeni 42 kol
- « McLaren  byl ve vedení 9 634 kol
- « Brawn GP byl ve vedení 359 kol
- « Velká Británie  byla ve vedení 13 648 kol.
- « Finsko  byla ve vedení 3 074 kol.
- « Brazílie  byla ve vedení 6 723 kol.

| Kola         | km         | Jezdec             | %      |
| ------------ | ---------- | ------------------ | ------ |
| 1.–15. kolo  | 81,285 km  | Lewis Hamilton     | 26,3 % |
| 16. kolo     | 5,419 km   | Heikki Kovalainen  | 1,7 %  |
| 17.–20. kolo | 21.676 km  | Rubens Barrichello | 7 %    |
| 21.–36. kolo | 86,704 km  | Lewis Hamilton     | 28 %   |
| 37.–57. kolo | 113,799 km | Rubens Barrichello | 37 %   |

| Hamilton | HK | Barrichello | Hamilton | Barrichello |
| -------- | -- | ----------- | -------- | ----------- |

### Postavení na startu
Lewis Hamilton –  McLaren – 1:39.498
- 14. Pole position « Lewise Hamiltona
- 142. Pole position pro « McLaren
- 199. Pole position pro « Velkou Británii
- 133. Pole position pro vůz se «  startovním číslem 1
- 32× první řadu získal « Lewis Hamilton
- 5× první řadu získal « Heikki Kovalainen
- 239× první řadu získal « McLaren
- 459× první řadu získala « Velká Británie
- 86× první řadu získala « Finsko

## Tréninky
| *  | I. Trénink                                | *  | II. Trénink                               | *  | III. Trénink                              |
| -- | ----------------------------------------- | -- | ----------------------------------------- | -- | ----------------------------------------- |
| 1  | Rubens Barrichello Brawn 1:42.460         | 1  | Fernando Alonso Renault 1:39.404          | 1  | Adrian Sutil Force India 1:39.143         |
| 2  | Heikki Kovalainen McLaren 1:42.636        | 2  | Jenson Button Brawn GP 1:40.178           | 2  | Kazuki Nakadžima Williams 1:39.247        |
| 3  | Lewis Hamilton McLaren 1:42.654           | 3  | Rubens Barrichello Brawn 1:40.209         | 3  | Robert Kubica BMW 1:39.513                |
| 4  | Jenson Button Brawn GP 1:43.074           | 4  | Nico Rosberg Williams 1:40.385            | 4  | Heikki Kovalainen McLaren 1:39.553        |
| 5  | Sebastian Vettel Red Bull 1:43.088        | 5  | Kazuki Nakadžima Williams 1:40.503        | 5  | Nico Rosberg Williams 1:39.732            |
| 6  | Adrian Sutil Force India 1:43.209         | 6  | Adrian Sutil Force India 1:40.596         | 6  | Giancarlo Fisichella Force India 1:39.764 |
| 7  | Kazuki Nakadžima Williams 1:43.225        | 7  | Robert Kubica BMW 1:40.643                | 7  | Jenson Button Brawn GP 1:39.883           |
| 8  | Mark Webber Red Bull 1:43.243             | 8  | Giancarlo Fisichella Force India 1:40.681 | 8  | Lewis Hamilton McLaren 1:39.950           |
| 9  | Fernando Alonso Renault 1:43.345          | 9  | Sebastian Vettel Red Bull 1:40.723        | 9  | Jarno Trulli Toyota 1:40.017              |
| 10 | Kimi Räikkönen Ferrari 1:43.384           | 10 | Heikki Kovalainen McLaren 1:40.738        | 10 | Romain Grosjean Renault 1:40.088          |
| 11 | Sébastien Buemi Toro Rosso 1:43.389       | 11 | Kimi Räikkönen Ferrari 1:40.739           | 11 | Sébastien Buemi Toro Rosso 1:40.118       |
| 12 | Robert Kubica BMW 1:43.419                | 12 | Jarno Trulli Toyota 1:40.770              | 12 | Rubens Barrichello Brawn 1:40.192         |
| 13 | Jaime Alguersuari Toro Rosso 1:22.391     | 13 | Romain Grosjean Renault 1:40.787          | 13 | Nick Heidfeld BMW 1:40.230                |
| 14 | Nico Rosberg Williams 1:43.746            | 14 | Mark Webber Red Bull 1:40.956             | 14 | Kimi Räikkönen Ferrari 1:40.260           |
| 15 | Nick Heidfeld BMW 1:44.040                | 15 | Timo Glock Toyota 1:40.985                | 15 | Fernando Alonso Renault 1:40.402          |
| 16 | Giancarlo Fisichella Force India 1:44.126 | 16 | Sébastien Buemi Toro Rosso 1:41.156       | 16 | Timo Glock Toyota 1:40.443                |
| 17 | Romain Grosjean Renault 1:44.356          | 17 | Nick Heidfeld BMW 1:41.350                | 17 | Mark Webber Red Bull 1:40.879             |
| 18 | Jarno Trulli Toyota 1:44.638              | 18 | Luca Badoer Ferrari 1:42.017              | 18 | Sebastian Vettel Red Bull 1:40.916        |
| 19 | Timo Glock Toyota 1:44.732                | 19 | Jaime Alguersuari Toro Rosso 1:42.089     | 19 | Jaime Alguersuari Toro Rosso 1:41.125     |
| 20 | Luca Badoer Ferrari 1:45.840              | 20 | Lewis Hamilton McLaren 1:43.214           | 20 | Luca Badoer Ferrari 1:42.198              |